# Ferdi Vierklau
Ferdinand (Ferdi) Vierklau (Bilthoven, 1 april 1973) is een voormalig Nederlands profvoetballer van clubs als onder andere FC Utrecht en AFC Ajax.

## Loopbaan
In de jeugd speelde Vierklau voor FAK, Elinkwijk en FC Utrecht. Hij speelde twee interlands voor het Nederlands elftal. Later is hij gaan voetballen voor de amateurs VV RUC en een lager team van Zwaluwen Utrecht 1911. Zijn broer Eddy zat twee seizoenen bij de selectie van FC Utrecht (1990-1992).

## Carrière
| Seizoen | Club        | Land      | Competitie       | Wedstrijden | Doelpunten |
| ------- | ----------- | --------- | ---------------- | ----------- | ---------- |
| 1991/92 | FC Utrecht  | Nederland | Eredivisie       | 5           | 0          |
| 1992/93 | FC Utrecht  | Nederland | Eredivisie       | 27          | 1          |
| 1993/94 | FC Utrecht  | Nederland | Eredivisie       | 29          | 2          |
| 1994/95 | FC Utrecht  | Nederland | Eredivisie       | 26          | 1          |
| 1995/96 | FC Utrecht  | Nederland | Eredivisie       | 30          | 0          |
| 1996/97 | Vitesse     | Nederland | Eredivisie       | 30          | 1          |
| 1997/98 | CD Tenerife | Spanje    | Primera División | 24          | 0          |
| 1998/99 | CD Tenerife | Spanje    | Primera División | 8           | 1          |
| 1998/99 | Ajax        | Nederland | Eredivisie       | 8           | 0          |
| 1999/00 | Ajax        | Nederland | Eredivisie       | 10          | 0          |
| 2000/01 | Ajax        | Nederland | Eredivisie       | 14          | 0          |
| 2001/02 | Ajax        | Nederland | Eredivisie       | 6           | 0          |
| 2002/03 | Ajax        | Nederland | Eredivisie       | 0           | 0          |
| Totaal  |             |           |                  | 217         | 6          |

## Erelijst
- Eredivisie 2001/02
- KNVB beker 1998/99, 2001/02